# Adolfo Giovanni II del Palatinato-Zweibrücken-Kleeburg
Adolfo Giovanni I del Palatinato-Zweibrücken-Kleeburg (Bad Bergzabern, 13 agosto 1666 – Livonia, 22 aprile 1701) è stato un militare e nobile svedese, conte Palatino di Kleeburg dal 1689 fino alla sua morte.

## Biografia
Adolfo Giovanni era figlio di Adolfo Giovanni I del Palatinato-Zweibrücken-Kleeburg e di Elsa Elisabetta Brahe, e cugino di primo grado del re Carlo XI di Svezia. Si sa molto poco sulla sua vita. Crebbe con la sua famiglia al castello di Stegeborg, in Östergötland. A causa delle gravi condizioni economiche di suo padre, il re in persona provvide a finanziare i suoi studi all’estero e a garantire ad Adolfo e a suo fratello Gustavo una rendita annuale a carico dello stato. Nel 1690 si arruolò nell’esercito austriaco, probabilmente come colonnello. Dopo l'ascesa al trono di Carlo XII, Adolfo Giovanni fece ritorno in Svezia.
Negli anni successivi servì il suo paese nella Grande guerra del Nord, partecipando alla battaglia di Narva. Quando l'esercito entrò nei quartieri invernali nel 1700-01, scoppiò un’epidemia sul campo e Adolfo Giovanni ne fu colpito, morendo nel quartier generale di Lais (Livonia) il 25 febbraio 1701. Adolfo Giovanni non si era mai sposato. Gli succedette, come duca di Palatinato-Zweibrücken-Kleeburg, suo fratello Gustavo.

## Ascendenza
|                                                           |                           |                                               | Genitori                           |  |  | Nonni |  |  | Bisnonni                                 |  |  | Trisnonni                               |  |
|                                                           |                           |                                               |                                    |  |  |       |  |  | 8. Giovanni I del Palatinato-Zweibrücken |  |  | 16. Volfango del Palatinato-Zweibrücken |  |
|                                                           |                           |                                               |                                    |  |  |       |  |  | 8. Giovanni I del Palatinato-Zweibrücken |  |  | 16. Volfango del Palatinato-Zweibrücken |  |
|                                                           |                           | 17. Anna d'Assia                              |                                    |  |  |       |  |  | 8. Giovanni I del Palatinato-Zweibrücken |  |  |                                         |  |
| 4. Giovanni Casimiro del Palatinato-Zweibrücken-Kleeburg  |                           |                                               |                                    |  |  |       |  |  | 8. Giovanni I del Palatinato-Zweibrücken |  |  |                                         |  |
|                                                           |                           | 9. Maddalena di Jülich-Kleve-Berg             | 18. Guglielmo di Jülich-Kleve-Berg |  |  |       |  |  |                                          |  |  |                                         |  |
|                                                           |                           | 9. Maddalena di Jülich-Kleve-Berg             | 18. Guglielmo di Jülich-Kleve-Berg |  |  |       |  |  |                                          |  |  |                                         |  |
|                                                           |                           | 9. Maddalena di Jülich-Kleve-Berg             | 19. Maria d'Austria                |  |  |       |  |  |                                          |  |  |                                         |  |
| 2. Adolfo Giovanni I del Palatinato-Zweibrücken-Kleeburg  |                           | 9. Maddalena di Jülich-Kleve-Berg             |                                    |  |  |       |  |  |                                          |  |  |                                         |  |
|                                                           |                           | 10. Carlo IX di Svezia                        | 20. Gustavo I di Svezia            |  |  |       |  |  |                                          |  |  |                                         |  |
|                                                           |                           | 10. Carlo IX di Svezia                        | 20. Gustavo I di Svezia            |  |  |       |  |  |                                          |  |  |                                         |  |
|                                                           |                           | 10. Carlo IX di Svezia                        | 21. Margherita Leijonhufvud        |  |  |       |  |  |                                          |  |  |                                         |  |
| 5. Caterina Vasa                                          |                           | 10. Carlo IX di Svezia                        |                                    |  |  |       |  |  |                                          |  |  |                                         |  |
|                                                           |                           | 11. Anna Maria del Palatinato-Simmern         | 22. Ludovico VI del Palatinato     |  |  |       |  |  |                                          |  |  |                                         |  |
|                                                           |                           | 11. Anna Maria del Palatinato-Simmern         | 22. Ludovico VI del Palatinato     |  |  |       |  |  |                                          |  |  |                                         |  |
|                                                           |                           | 11. Anna Maria del Palatinato-Simmern         | 23. Elisabetta d'Assia             |  |  |       |  |  |                                          |  |  |                                         |  |
| 1. Adolfo Giovanni II del Palatinato-Zweibrücken-Kleeburg |                           | 11. Anna Maria del Palatinato-Simmern         |                                    |  |  |       |  |  |                                          |  |  |                                         |  |
|                                                           | 12. Abraham Persson Brahe | 24. Per Brahe                                 |                                    |  |  |       |  |  |                                          |  |  |                                         |  |
|                                                           | 12. Abraham Persson Brahe | 24. Per Brahe                                 |                                    |  |  |       |  |  |                                          |  |  |                                         |  |
|                                                           | 12. Abraham Persson Brahe | 25. Beata Gustafdotter Stenbock               |                                    |  |  |       |  |  |                                          |  |  |                                         |  |
| 6. Nils Abrahamsson Brahe                                 | 12. Abraham Persson Brahe |                                               |                                    |  |  |       |  |  |                                          |  |  |                                         |  |
|                                                           |                           | 13. Elsa Nilsdotter Gyllenstierna af Lundholm | 26. Nils Gyllenstierna af Lundholm |  |  |       |  |  |                                          |  |  |                                         |  |
|                                                           |                           | 13. Elsa Nilsdotter Gyllenstierna af Lundholm | 26. Nils Gyllenstierna af Lundholm |  |  |       |  |  |                                          |  |  |                                         |  |
|                                                           |                           | 13. Elsa Nilsdotter Gyllenstierna af Lundholm | 27. Ebba Axelsdotter Bielke        |  |  |       |  |  |                                          |  |  |                                         |  |
| 3. Elsa Elisabet Brahe                                    |                           | 13. Elsa Nilsdotter Gyllenstierna af Lundholm |                                    |  |  |       |  |  |                                          |  |  |                                         |  |
|                                                           |                           | 14. Svante Turesson Bielke                    | 28. Ture Pedersson Bielke          |  |  |       |  |  |                                          |  |  |                                         |  |
|                                                           |                           | 14. Svante Turesson Bielke                    | 28. Ture Pedersson Bielke          |  |  |       |  |  |                                          |  |  |                                         |  |
|                                                           |                           | 14. Svante Turesson Bielke                    | 29. Sigrid Svantesdotter Sture     |  |  |       |  |  |                                          |  |  |                                         |  |
| 7. Anna Margareta Bielke                                  |                           | 14. Svante Turesson Bielke                    |                                    |  |  |       |  |  |                                          |  |  |                                         |  |
|                                                           |                           | 15. Elisabet Stensdotter Lewenhaupt           | 30. Sten Eriksson                  |  |  |       |  |  |                                          |  |  |                                         |  |
|                                                           |                           | 15. Elisabet Stensdotter Lewenhaupt           | 30. Sten Eriksson                  |  |  |       |  |  |                                          |  |  |                                         |  |
|                                                           |                           | 15. Elisabet Stensdotter Lewenhaupt           | 31. Ebba Månsdotter Lilliehöök     |  |  |       |  |  |                                          |  |  |                                         |  |
|                                                           |                           | 15. Elisabet Stensdotter Lewenhaupt           |                                    |  |  |       |  |  |                                          |  |  |                                         |  |